# 手交

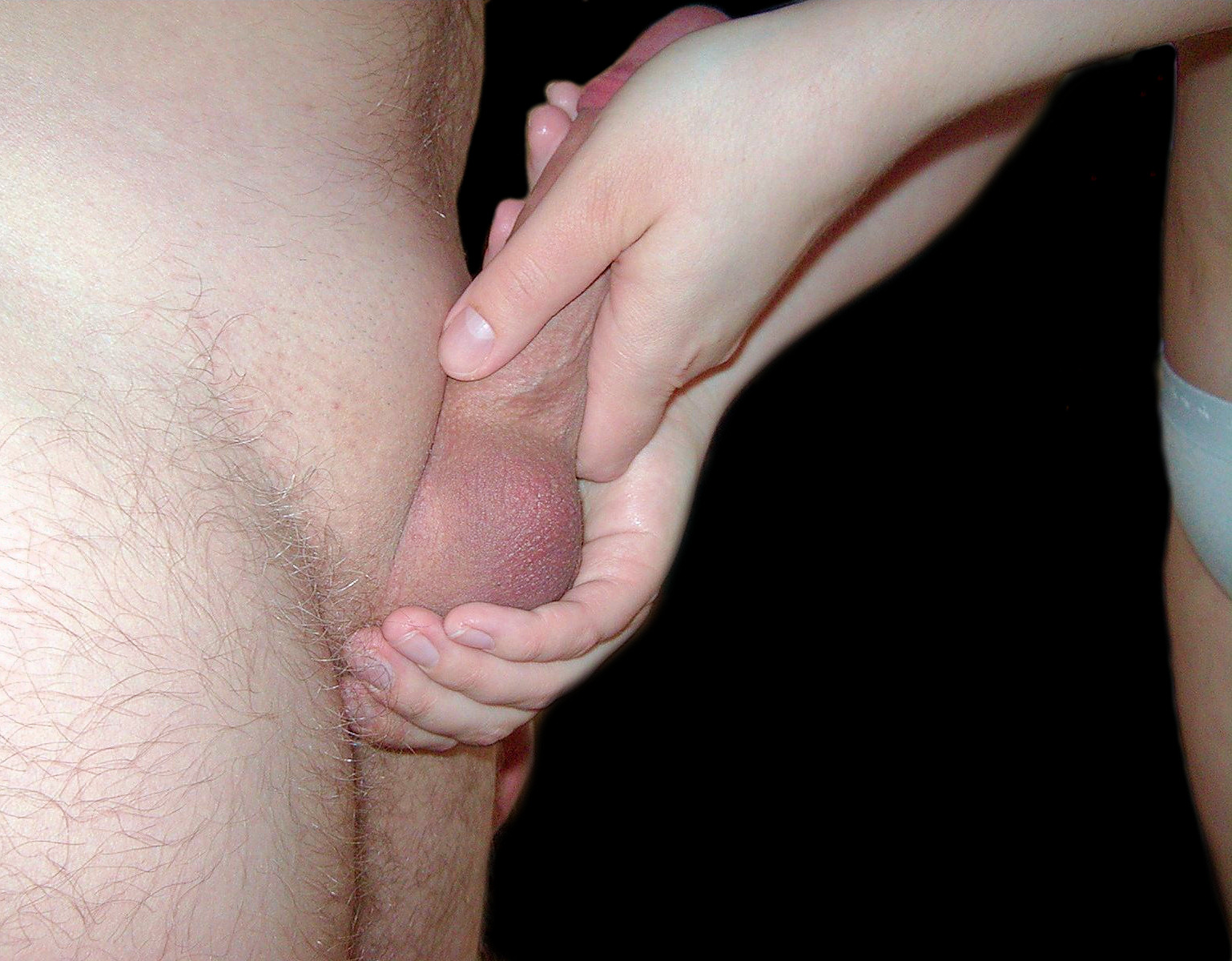
一名女性給人手交

手交（英语俚語：handjob），俗稱手工、手排、打飞机等，是一个俚語或非正式字词，表示阴茎被他人（可能是性伴侶）以手行性刺激，使阴茎勃起，甚至能引起性高潮与射精。
若以手对一雌性生殖器的阴道、陰蒂或陰戶性刺激，通常稱「指交」（fingering）。上述以手对於性伴侶的生殖器作出性刺激的行为，若性伴侶之间互相对彼此同时进行，则称“相互抚慰”（mutual masturbation）。
在一些地区认定性交易违法的情况下，一些性感按摩店可能提供在合法范围之内帮顾客手工服务。由性工作者為嫖客手交的性服務，在香港粵語俗稱出火。這種性服務也常見於男男性交易。互相愛撫高潮。

## 图集

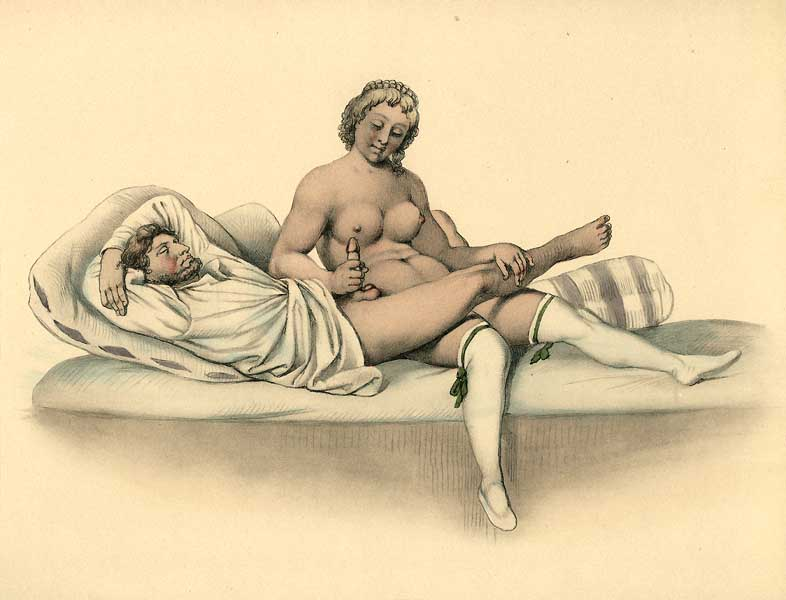
Peter Geiger，1840年创作
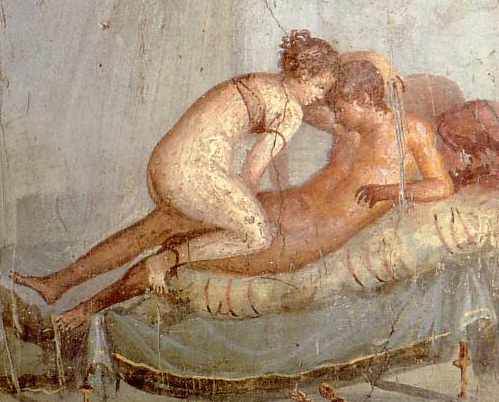
庞贝古城遗址一副关于手交的壁画，公元前1世纪
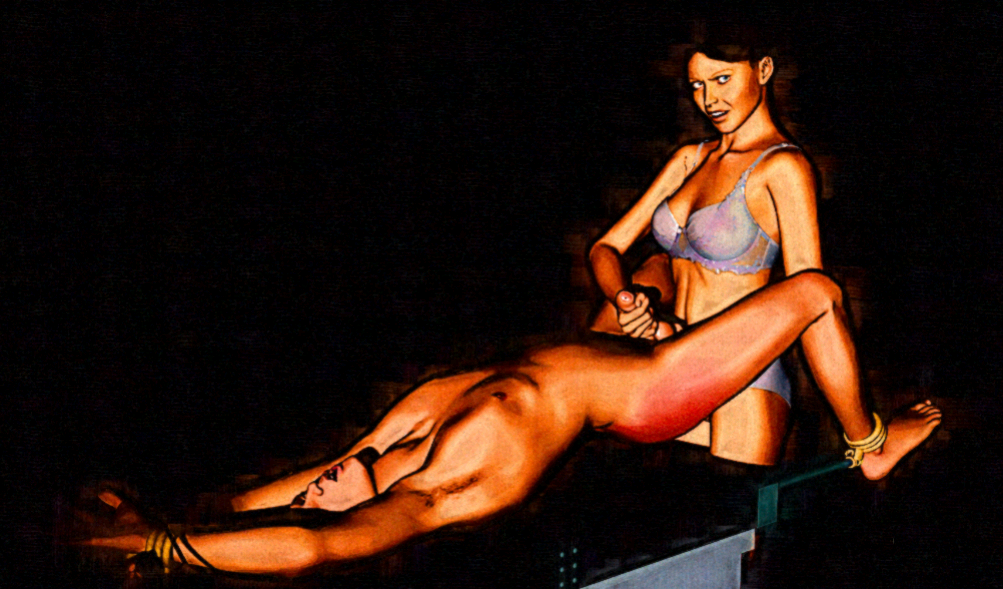
BDSM中的阴茎手交
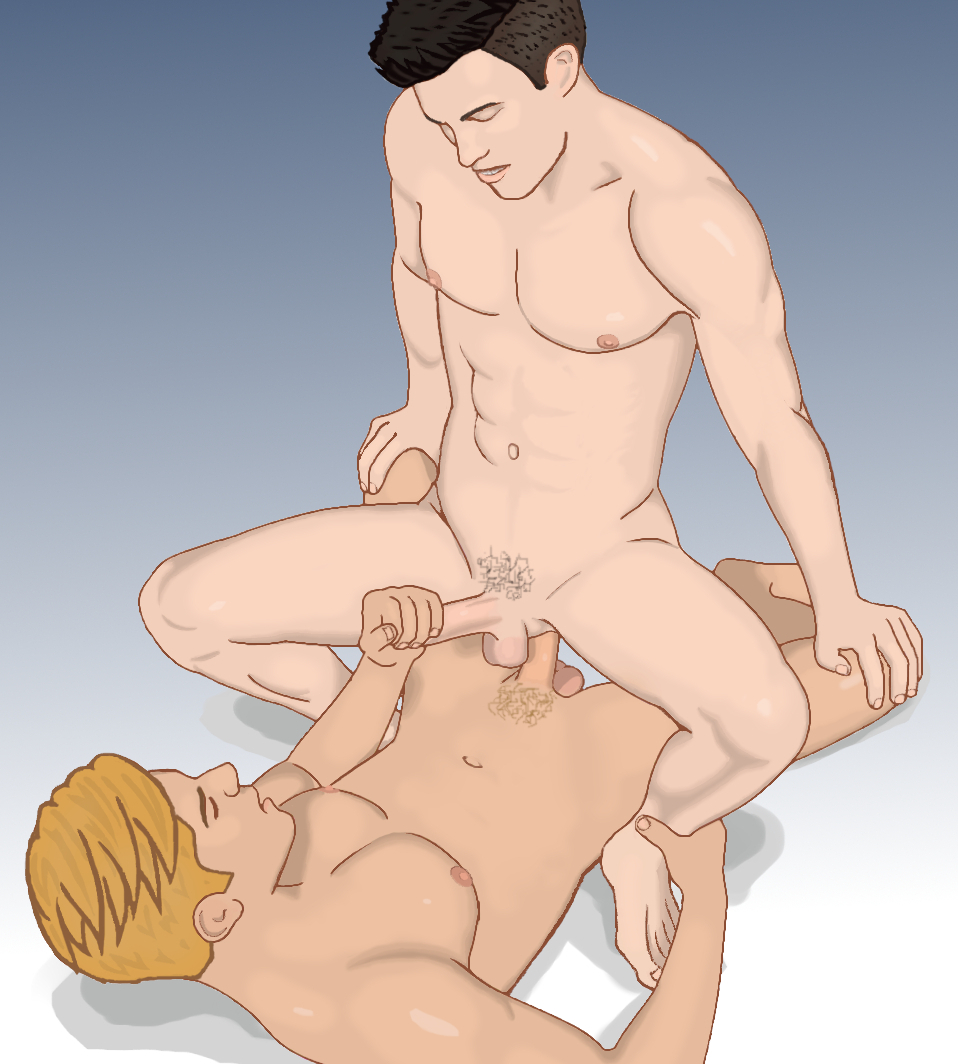
男男插入式性行为的同时进行手交
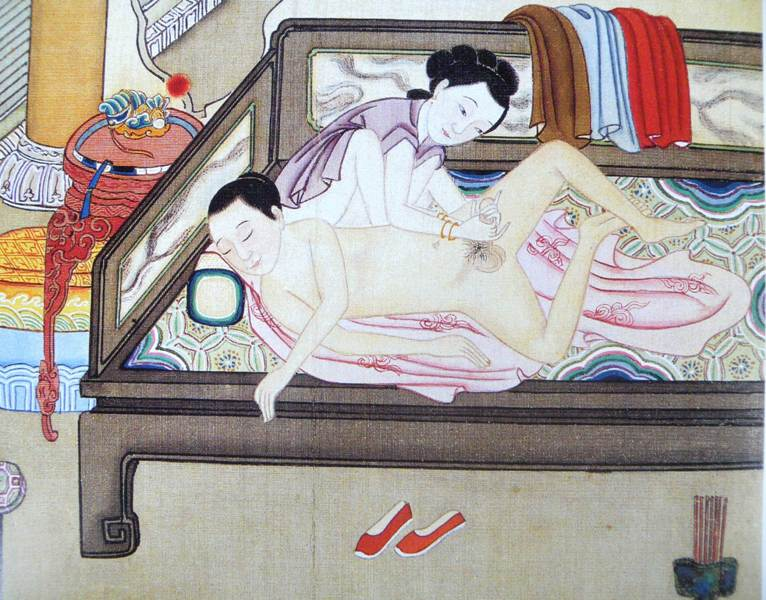
清代春宫图